# زیلبرهوته
زیلبرهوته (به آلمانی: Silberhütte) یک منطقهٔ مسکونی در آلمان است که در هارتسگروده واقع شده‌است.